# 25074 Хонамі
25074 Хонамі (25074 Honami) — астероїд головного поясу, відкритий 19 серпня 1998 року.
Тіссеранів параметр щодо Юпітера — 3,540.